# Бантинг, Джон
Джон Джа́стин Ба́нтинг (англ. John Justin Bunting; род. 4 сентября 1966) — австралийский серийный убийца из Аделаиды, Южная Австралия. В настоящее время отбывает одиннадцать последовательных пожизненных сроков лишения свободы без права на условно-досрочное освобождение. Являлся главарём преступной банды в городе Сноутаун (англ.). Совершил 11 убийств вместе с Робертом Вагнером.

## Биография
О детстве Бантинга известно немного. Он рос в неблагополучной семье, жившей на территории одного из бедных районов Идианы. Вероятно, в прошлом он подвергся сексуальному насилию, что с годами послужило развитию его стойкой неприязни к представителям сексуальных меньшинств. В возрасте 18 лет он переехал в Аделаиду, где устроился на работу в крематорий, а затем на скотобойню. Был женат на Кристин Харви и имел пасынка Джеймса Влассакеса. В 1991 году Бантинг перебрался в дом на Ватерлоо-Корнер-роуд, где познакомился с Робертом Вагнером и Марком Хейдоном.

## Убийства
Вскоре после знакомства Роберт Вагнер рассказал Бантингу о своём приятеле гомосексуалисте Клинтоне Трезисе, которого тот посчитал педофилом. 31 августа 1992 года Бантинг пригласил Трезиса на разговор, после чего обвинил его в педофилии и забил на смерть с помощью лопаты. Тело Трезиса было найдено только в августе 1994  в неглубокой могиле, близь городка Лоуэр-Лайт, Южная Австралия.

Следующей жертвой стал 26-летний мужчина Рей Дэвис, который состоял в отношениях со знакомой Бантинга, и якобы приставал к её детям. В декабре 1995 года, Бантинг и Вагнер осуществили похищение Рейя Дэвиса, позднее подвергнув его пыткам от которых тот скончался. Помимо этого, убийцы продали трейлер Дэвиса, а Бантинг обналичил его социальное пособие.
В сентябре 1997 года Бантинг выбрал новую жертву, на этот раз его внимание привлёк молодой гомосексуалист Майкл Гардинер, живший в доме троюродной сестры Вагнера. Бантинг ненавидел его, за то, что тот открыто заявлял о своей ориентации и гомосексуальных предпочтениях. 9 сентября 1997 года Бантинг и Вагнер отвезли Гардинера в Мюррей-Бридж, где подвергли пытками и задушили. 
Впоследствии тело жертвы было помещено в бочку (при этом преступники отрезали ногу, поскольку та мешала закрыть крышку), и хранилось в сарае. Позже бочка была перемещена на территорию заброшенного банковского хранилища в городе Сноутаун. Они также устроили ограбление в доме сестры Вагнера, Николь Зуритты, украв часть вещей и свалив всю вину за это преступление на Гардинера.
Уже в октябре 1997 года, садисты взялись за очередную жертву, которой стала 42-летняя Ванесса (Барри) Лейн, трансгендерная женщина, ранее бывшая гомосексуалистом и партнёром Роберта Вагнера. Ванесса также некоторое время информировала Бантинга об активности местных педофилов. После ссоры с Вагнером она переехала в Гекторвиль. Бантинг опасался, что Лейн выдаст их полиции, поскольку та была осведомлена об их преступлениях. 17 октября 1997 года, Бантинг и Вагнер, а также их сообщник Томас Тривильян, отвезли Лейн в укромное место, после чего подвергли пыткам, заставив дать доступ к своему банковскому счёту. Также Джон вынудил её позвонить своей матери и сказать, что переезжает в Квинсленд и больше не хочет иметь с ней ничего общего. Как и в случае с Гардинером, тело Лейн было помещено в бочку, и с некоторым периодом времени транспортированно в Сноутаун.
В начале ноября Бантинг вместе с Вагнером приняли решение избавиться от Тривильяна, бывшего их сообщником в связи с убийством Ванессы Лейн. Тривильян страдал параноидальной шизофренией, и имел странные привычки - одевался в армейскую амуницию, всегда носил с собой нож и любил путешествовать пешком на большие расстояния. Накануне своей гибели у Томаса случилось обострение, во время которого он пытался зарезать ножом собаку принадлежавшую Вагнеру, Бантинг также опасался, что Тривильян ввиду своей психической нестабильности выдаст их преступления общественности, всё это подтолкнуло преступников к решению о его ликвидации. 5 октября Тривильяна вывезли в Хамбаг-Скраб на Аделаидских холмах, что недалеко от Кембрука, и там же повесили. 
Тело было найдено на следующий же день, однако полиция посчитала это суицидом и расследование не проводилось.
В то же время Джеймс Влассакис познакомился с Гэвином Портером, приехавшим в Аделаиду из Виктории. В 1997 Бантинг вместе с семьёй перебрался в Мюррей-Бридж, туда же переехал и Портер, после чего некоторое время жил в одном доме с Влассакисом и Бантингом. Портер был наркозависимым и употреблял героин, то же самое делал и Влассакис. Джон решил убить его, после того, как случайно укололся в гостиной шприцем, оставленным Портером по небрежности. В апреле 1988 года, Бантинг и Вагнер напали на него, когда тот спал в своей машине и задушили, впоследствии показав тело Влассакису, они спрятали его в бочке. 

Летом 1998 года убийцы вновь вышли на охоту, определив своей жертвой троюродного брата Влассакиса - Троя Юда. Некогда Влассакис рассказал Бантингу, о том что Юд насиловал его в детстве, и тем самым подписал ему смертный приговор. В августе Бантинг, Вагнер и Влассакис похитили Юда и подвергли его пытками, чтобы получить доступ к банковской карте. Также они приказали ему обращаться к ним как «Сэр» «Мастер» или «Главный инспектор», и ломать себе пальцы ног плоскогубцами, если он не использовал правильное обращение для одного из них. Затем Бантинг заставил Юда повторить серию чисел, слов и фраз, которые он записал, после чего Юд был задушен. Позднее Бантинг посредством специальной программы склеивал слова во фразы, делая записи для сообщений якобы от своих жертв, рассылая их друзьям и родственникам последних.
С сентября по ноябрь 1998 года Бантинг вместе с сообщниками совершил ещё два убийства, отправив на тот свет Фредерика Брукса и Гарри О'Двайера. Брукс был сыном Джоди Эллиотт, сестры Элизабет Хейдон. Ходили слухи о том, что он применял физическое насилие в отношении девушек. Узнав об этом, Бантинг заявил: "С ним должно что-то случится". Осенью 1998 года Брукс объявил, что его приняли в кадеты ВВС Австралии, после чего он был приглашён к Бантингу. Подвергнув Фредерика жестоким истязаниям и получив его пин-код, Бантинг решил, что в нём более нет необходимости. Тело Фредерика Брукса было найдено в бочке банковского хранилища в Сноутауне. Та же участь постигла и Гарри О'Двайера, который был инвалидом и получал пособие от государства. Влассакис пригласил того выпить, и вскоре после этого он также был подвергнут пыткам. Тело было доставлено в дом Марка Хейдона и помещено в бочку. 

В ноябре 1998 года, один из подручных Марк Хейдон сообщил, что проболтался об убийствах своей жене Элизабет. Бантинг ненавидел Элизабет за её полноту и внешний вид. Почуяв  угрозу, он принял решение об её устранении. Хейдон была похищена 21 ноября, подвергнута пытками и убита.

Последней жертвой стал Дэвид Джонсон, которого Бантинг убил собственноручно 9 мая 1999 года. Он состоял в не кровном родстве с Джеймсом Влассакисом, являясь его сводным братом. Бантингу он не нравился, потому что походил на гомосексуала в своих привычках. 
На тот момент со времени убийства Элизабет Хэйдон прошло шесть месяцев, и Бантинг начал говорить о возможности "заполучить" Джонсона. Джон приказал Влассакису заманить Джонсона в Сноутаун, где тот и был убит. Вагнер отрезал кусок мяса от тела Джонсона, оно было приготовлено и съедено по возвращении в Аделаиду. Джонсон был единственной жертвой убитой в Сноутауне.
Помимо этого, Бантинга также считали подозреваемым в смерти его подруги Сьюзан Аллен, тело которой было обнаружено погребённым на заднем дворе его бывшего дома на Ватерлоо-Корнер-роуд, Северный Солсбери, однако сам Бантинг отрицал собственную причастность к этому эпизоду. Впоследствии факт убийства так и не удалось доказать.

## Жертвы
- Клинтон Трезис (Clinton Trezise) — 18 лет. Родился 5 декабря в 1973 году, был убит 31 августа в 1992. Трезис был найден погребенным через два года после его убийства в неглубокой могиле 16 августа 1994 года в Лоуэр-Лайт, Южная Австралия. В 1997 году он стал героем двух эпизодов австралийского телешоу «Самые разыскиваемые в Австралии». Бантинг  рассказал Влассакису, что он убил Трезиса, когда жил на Ватерлоо-Корнер-роуд, Солсбери.
- Рэй Дэвис (Ray Davies) — 26 лет. Родился в 1969 году, был убит в декабре 1995 года. Страдал аутизмом. Бывший любовник Сьюзан Аллен. Стал мишенью для убийства после того, как Аллен обвинила его в сексуальных домогательствах к её внукам. Был убит Бантингом и Вагнером зимой в 1995 году. Позже полиция обнаружила тело Дэвиса, похороненное на заднем дворе бывшего дома Бантинга, на Ватерлоо-Корнер-роуд, Северный Солсбери.
- Сьюзан Аллен (Suzanne Allen) — 46 лет. Родилась в 1950 году, умерла в октябре 1996 года. Останки были найдены 23 мая в 1999 году, зарытыми в доме Бантинга в Солсбери-Норт и завернутыми в 11 различных пластиковых пакетов. Обвиняемые скрыли её смерть, чтобы получать выплаты по социальному пособию женщины. Бантинг утверждал, что она умерла от сердечного приступа. Обвинения в убийстве Аллен в конечном итоге были сняты из-за отсутствия доказательств.
- Майкл Гардинер (Michael Gardiner) — 19 лет. Родился 5 января в 1978, был убит 10 сентября в 1997 году. Убит Бантингом и Вагнером из-за своего открытого гомосексуализма. Его тело было найдено полицией в одной из 6 бочек банковского хранилища в Сноутауне. Одна нога Гардинера была отделена, чтобы можно было закрыть крышку бочки.
- Ванесса (Барри) Лейн (Barry Lane) — 42 года. Родился в 1955 году, был убит 18 октября в 1998 года. Открытый гомосексуал и трансвестит. Бывший любовник Роберта Вагнера с 1985 по 1996 год. Пара жила в доме на Бингем-роуд, Северный Солсбери, неподалёку от дома Бантинга. Отношения Лейна с Вагнером начались, когда Вагнеру было 13 лет. Расчлененное тело Лейна было найдено полицией в барабане банковского хранилища в Сноутауне вместе с телом Майкла Гардинера.
- Томас Тривильян (Thomas Trevilyan) — 19 лет. Родился 25 апреля  в 1979 году, был убит 5 октября в 1998 году. Параноидальный шизофреник, носил только одежду армейского образца. Делил дом с Барри Лейном на протяжении пяти месяцев. Тревильян помогал Бантингу и Вагнеру в сокрытии убийства Лейн. Бантинг убил Тревильяна после того, как узнал о том, что он рассказал другим о своей причастности к убийству. Полиция посчитала его смерть суицидом.
- Гэвин Портер (Gavin Porter) — 31 год. Родился в 1967 году, был убит в апреле 1998 года. Являлся другом Влассакиса. Он переехал в дом, который делили Бантинг и Влассакис в 1988 году.  Джон разозлился после того, как укололся использованным шприцем, брошенным Портером на диван. Бантинг назвал Портера «отходами», которые больше не заслуживали жизни. Портер был убит Бантингом и Вагнером, когда спал в своей машине. Тело Портера хранили в бочке, прежде чем перевезти в Сноутаун.
- Трой Юд (Troy Youde) — 21 год. Родился в 1977 году, был убит в августе 1998 года. Сводный брат Влассакиса. Влассакис ранее признался Бантингу, что Юд приставал к нему, когда был моложе. Бантинг, Вагнер и Влассакис вытащили его из постели и убили. Тело Юда было расчленено и спрятано в бочке, а затем перевезено в Сноутаун.
- Фредерик Брукс (Frederick Brooks) — 17 лет. Родился 7 марта 1981 года, был убит в сентябре 1998 года. Был сыном Джоди Эллиот и племянником Элизабет Хейдон. Убит Бантингом, Вагнером и Влассакисом в сентябре 1998 года. Тело Брукса перенесли в машину, которую позже забрал Марк Хейдон. Марк Хейдон продолжал получать социальные выплаты Брукса. Позднее тело было обнаружено полицией в заброшенном банковском хранилище в Сноутауне.
- Гарри О'Двайер (Gary O'Dwyer) — 29 лет. Родился в 1969 году, был убит в октябре 1998 года. Инвалид, который жил один на Фрэнсис-стрит, Мюррей-Бридж. Его инвалидность возникла в результате автомобильной аварии в начале его жизни. Бантинг посчитал О'Дуайера лёгкой мишенью и убил, чтобы получить прибыль от социальных выплат. Тело О'Двайера было найдено полицией в банковском хранилище в Сноутауне.
- Элизабет Хейдон (Elizabeth Haydon) — 37 лет. Родилась в 1961 году, была убита 21 ноября в 1998 году. Сестра Элизабет, Джоди Эллиот, у которой были короткие отношения с Бантингом в 1998 году, жила в задней части дома Хейдонов. Элизабет была предпоследней жертвой убийства Бантинга и Вагнера и единственной жертвой женского пола. Об исчезновении Элизабет сообщил в полицию её брат, Гарион Синклер. Позже Марк Хейдон (супруг Элизабет) поможет скрыть убийство своей жены. Полицейское расследование исчезновения Элизабет Хейдон приведёт их к заброшенному банку в Сноутауне, что в конечном итоге приведёт к обнаружению 8 тел, спрятанных в хранилище, включая тело самой Элизабет.
- Дэвид Джонсон (David Johnson) — 24 года. Родился в 1975 году, был убит 9 мая в 1999 году. Заманен в заброшенный банк в Сноутауне своим сводным братом, Джеймсом Влассакисом. Бантинг и Вагнер расчленили тело Джонсона, затем поджарили и съели части его плоти. Джонсон стал последней жертвой до ареста группы.

## Расследование
После исчезновения Элизабет Хейдон, её брат Герай Синклер, подал заявление в полицейский департамент Аделаиды, что и положило начало расследованию. Опросив мужа пропавшей Марка Хейдона следователи узнали о том,  что ему якобы стало известно о домогательствах жены к его приятелю Джону Бантингу, что, по словам Хейдона, привело к ссоре и отъезду Элизабет. Несмотря на показания Бантинга, подтвердившего версию Хейдона, полиция решила продолжить поиски. Помимо этого выяснилось, что вместе с Элизабет пропал и зарегистрированный на неё автомобиль Ленд Крузер. Зимой 1998 года Хейдона вызвали на допрос, однако следователи не обнаружили его по месту жительства. Позже выяснилось, что Хейдон переехал к человеку по имени Роберт Вагнер,  до этого уже попадавшего в поле зрения правоохранительных органов. Проверив окружение Хейдона, детективы выяснили, что другой его приятель,  Джон Бантинг, странным образом причастен к исчезновению нескольких человек, бывших его знакомыми или жившими неподалёку от его дома. После этого за Бантингом, Вагнером и Хейдоном было установлено наблюдение. Также полиция прослушивала звонки троицы, что позволило выйти на четвёртого участника банды - Джеймса Влассакеса. В мае 1999 года полиция вела слежку за подозреваемыми,  которые отправились на автомобиле в город Сноутаун. Вскоре на одной из улиц был обнаружен автомобиль,  принадлежавший пропавшей Элизабет Хейдон. Опросив местных жителей,  полицейские узнали, что машина принадлежит человеку,  который арендует в городе заброшенное здание банка. Этим человеком оказался Марк Хейдон. Заподозрив неладное,  офицеры вошли в здание, в банковском хранилище которого обнаружилось 6 бочек с расчлененными телами. 19 мая 1999 года Джон Бантинг и его сообщника были арестованы. Полиция также отыскал захоронение на заднем дворе бывшего дома Бантинга на Ватерлоо-Корнер-роуд, где обнаружила ещё 2 тела. Позднее был арестован и Влассакис.

## Суд и приговор
Судебное слушание над преступниками началось 12 декабря 2000 года и проходило с перерывами, став впоследствии самым длительным и дорогостоящим судебным процессом в истории Южной Австралии. Большая часть данных о преступлениях банды была получена благодаря показаниям Влассакиса, активно сотрудничавшего со следствием. В декабре 2003 года судебный процесс был окончен. По его итогам Джон Бантинг был приговорен к 11пожизненным заключениям без возможности условно-досрочного освобождения. Роберт Вагнер был приговорен к 10 пожизненным срокам также без права досрочного освобождения. Марка Хейдона суд приговорил к 25 годам лишения свободы и с правом на условно-досрочное освобождение через 8 лет. В настоящий момент он всё ещё в тюрьме. Джеймс Влассакис был приговорён к 4 пожизненным срокам с правом на условно-досрочное освобождение не ранее, чем через 42 года, однако за активную помощь следствию позже срок был уменьшен до 25 лет. Таким образом, Влассакис сможет подать прощение об освобождении уже в 2025 году.

## Влияние
Скандальная известность убийств привела к краткосрочному экономическому росту туристов, посещающих Сноутаун, но также и создала прочное тёмное клеймо. В 2011 году газета The Age сообщила, что Сноутаун будет «навсегда заклеймен» из-за его связи с убийствами. Вскоре после обнаружения тел в Сноутауне сообщество обсуждало изменение названия на «Роузтаун», но никаких дальнейших действий предпринято не было. По состоянию на 2012 год один магазин в Сноутауне продавал сувениры об убийствах, наживаясь на печальной известности Сноутауна.
Дом в Северном Солсбери, где жил Бантинг и похоронил 2 тела, был снесен его владельцем, Жилищным фондом Южной Австралии. Другое место в Мюррей-Бридж было продано. Банк с пристроенным домом с четырьмя спальнями был выставлен на аукцион в феврале 2012 года, но его исходная цена достигла лишь половины своей начальной цены в 200 000 долларов. После проведения дня открытых дверей, на который было собрано 700 долларов на благотворительность за счет взимания вступительного взноса, недвижимость была продана позже в том же году, чуть более чем за 185 000 долларов, и новые владельцы намеревались жить в доме, управляя бизнесом в банке. В память о жертвах на здании будет установлена мемориальная доска.

## Фильм
- О преступлениях Бантинга снят художественный фильм «Снежный город» (2011).